# Jessed Hernàndez
Pour les articles homonymes, voir Hernández.
Jessed Hernàndez i Gispert, né le 25 octobre 1983 à Mataró, est un coureur de fond espagnol spécialisé en skyrunning. Il a gagné la SkyRace aux SkyGames 2012 et est triple champion d'Espagne de kilomètre vertical.

## Biographie
Jessed connaît ses premières expériences de course en montagne durant sa jeunesse. Accompagnant son oncle pour mener ses vaches dans les alpages, Jessed ne tient pas en place et en profite pour courir librement. Il découvre le monde de la compétition en assistant au marathon de l'Aneto. Désireux d'y participer mais étant encore mineur, il doit se résigner à mettre ses rêves de côté. À 18 ans, il parvient à rejoindre l'équipe catalane de course en montagne et prend part aux premières éditions de la Skyrunner World Series. Il fait la rencontre des spécialistes du skyrunning, tels que Bruno Brunod, Jean Pellissier ou Ricardo Mejía dont il suit les conseils pour améliorer ses performances.
Il se révèle véritablement en 2008 lorsq'il décroche ses premières victoires internationales. Le 25 février, il se distingue dans la discipline de raquette à neige en décrochant le titre de champion d'Europe de la spécialité à Grandvalira. Le 11 mai, il s'élance sur le Marató de Muntanya de Berga, deuxième manche de la Skyrunner World Series. Des chutes de neige la veille de la course menacent de devoir modifier le parcours. Le soleil fait son retour le jour de la course et le départ est retardé. Jessed prend les commandes de la course qu'il domine du début à la fin pour s'adjuger la victoire. Le 29 juin, il participe à l'Olympus Marathon en Grèce. Dans des conditions idéales, il s'empare des commandes de la course au cinquième kilomètre. Courant sur un rythme soutenu malgré un genou blessé, il distancie ses adversaires et s'impose en 4 h 33 min 39 s, établissant un nouveau record du parcours et battant le Grec Nikos Kalofiris, ancien détenteur du record. Il termine sa saison avec une deuxième place au Sentiero delle Grigne qui lui permet de battre Agustí Roc Amador de 8 points au classement général de la Skyrunner World Series. Il s'y classe ainsi deuxième derrière le dominateur Kílian Jornet.
Il connaît une excellente saison 2009 et enchaíne les victoies. Sur l'Olympus Marathon, il retrouve le Grec Nikos Kalofiris avec qui il bataille en tête de course, s'échangeant la tête de course à plusieurs reprises. Prenant l'avantage décisif au sommet du parcours, l'Espagnol s'impose avec dix minutes d'avance. Le 5 juillet, il parvient à conserver son avantage en tête pour remporter le SkyMarathon Sentiero 4 Luglio devant l'Italien Fulvio Dapit. Le 2 août, il se retrouve à la lutte avec le Français Michel Rabat à la course du Canigou. Menant la course sur un rythme soutenu, il parvient à franchir la ligne le premier en 2 h 58 min 30 s, établissant un nouveau record du parcours en devant le premier homme à terminer l'épreuve en moins de trois heures. Le 23 août, il devance l'Italien Michele Tavernaro pour s'adjuger le Red Rock SkyMarathon. Le 20 septembre, il s'élance sur le Sentiero delle Grigne. Mené dans un premier temps par l'Italien Giovanni Tacchini, il le suit de près aux côtés de Matteo Piller Hoffer. Les deux hommes parviennent à doubler Giovanni dans la montée raide de la Grignetta. Matteo s'empare des commandes de la course avec Jessed sur ses talons. L'Espagnol prend finalement les commandes dans le sprint final et s'impose pour 28 secondes d'avance. Le 3 octobre, il participe à son premier ultra-trail en prenant le départ de la première édition du Cavalls del Vent. Prenant les commandes de la course, il creuse l'écart en tête et s'impose en 9 h 31 min 35 s avec vingt minutes d'avance sur Miguel Heras.
Le 20 juin 2010, il est annoncé comme l'un des favoris aux championnats d'Espagne de kilomètre vertical à Valsaín, aux côtés de Tòfol Castanyer, Agustí Roc Amador et Luis Alberto Hernando. Jessed fait une véritable démonstration en sprintant devant le groupe de tête pour s'offrir le titre. Il effectue une solide saison en Skyrunner World Series, décrochant plusieurs podiums et terminant deuxième du classement général derrière Tòfol Castanyer.
En 2011, il met sa carrière sportive entre parenthèses afin de construire sa nouvelle maison.
Le 3 juillet 2012, il prend part à l'épreuve de SkyRace lors des SkyGames en Ribagorce. L'épreuve se courant le même jour que le SkyMarathon, peu de coureurs internationaux prennent le départ. Jessed court sous les couleurs catalanes et livre un duel serré avec le Japonais Dai Matsumoto et parvient à franchir la ligne d'arrivée avec plus de deux minutes d'avance sur ce dernier. Néanmoins, ne faisant pas partie de l'équipe espagnole, il voit la médaille d'or lui échapper au profit du Japonais,. Après protestation de l'équipe catalane, la Fédération internationale de skyrunning corrige le classement en faisant apparaître Jessed comme vainqueur de l'épreuve sans toutefois le proclamer comme champion officiel.
Le 26 juillet 2014, il effectue une solide course au kilomètre vertical de Cereisaleu, terminant deuxième derrière le Colombien Saúl Antonio Padua. L'épreuve comptant comme championnats d'Espagne de la discipline, Jessed remporte son deuxième titre. Il s'investit ensuite davantage en ultra-trail. Il termine deuxième du Buff Epic Trail derrière Iker Karrera, puis troisième de l'Ultra Pirineu.
Le 24 avril 2015, il s'élance sur l'Ultra Trail Barcelona et livre un duel serré avec Pau Bartoló. Ce n'est qu'au kilomètre 83 que ce dernier montre des signes de fatigue, permettant à Jessed de prendre l'avantage et de s'imposer en 10 h 27 min 36 s. Le 7 juin, il défend avec succès son titre de champion d'Espagne de kilomètre vertical en s'imposant à Fuente Dé.
Le 29 septembre 2018, il prend le départ de l'Ultra Pirineu et suit de près le leader de la course Zaid Ait Malek. Augmentant la cadence pour tenter de semer Jessed, Zaid craque dans les derniers kilomètres, permettant à l'Espagnol de passer devant et remporter sa deuxième victoire de l'événement, 10 ans après la première.

## Palmarès en athlétisme

### Skyrunning
| no  | masculin           | Course                                                   | Longueur | Départ            | Temps           |
| --- | ------------------ | -------------------------------------------------------- | -------- | ----------------- | --------------- |
| 2e  | Médaille d'argent  | Kilomètre vertical de Canillo                            | 3,8 km   | 26 septembre 2006 | 39 min 24 s     |
| 4e  | 4e                 | Dolomites SkyRace                                        | 22 km    | 29 juillet 2007   | 2 h 7 min 50 s  |
| 1re | Médaille d'or      | Course du Canigou                                        | 34 km    | 5 août 2007       | 3 h 4 min 4 s   |
| 6e  | 6e                 | Zegama-Aizkorri                                          | 42,2 km  | 23 septembre 2007 | 4 h 8 min 37 s  |
| 1re | Médaille d'or      | Marató de Muntanya de Berga                              | 37 km    | 10 mai 2008       | 3 h 19 min 44 s |
| 1re | Médaille d'or      | Olympus Marathon                                         | 44 km    | 29 juin 2008      | 4 h 33 min 37 s |
| 2e  | Médaille d'argent  | Trofeo Scaccabarozzi - Sentiero delle Grigne             | 43 km    | 21 septembre 2008 | 4 h 44 min 41 s |
| 1re | Médaille d'or      | Olympus Marathon                                         | 44 km    | 29 juin 2009      | 4 h 39 min 20 s |
| 1re | Médaille d'or      | SkyMarathon Sentiero 4 Luglio                            | 42 km    | 5 juillet 2009    | 4 h 20 min 48 s |
| 4e  | 4e                 | Championnats d'Europe de skyrunning - Kilomètre vertical | 3,2 km   | 17 juillet 2009   | 36 min 15 s     |
| 6e  | 6e                 | Championnats d'Europe de skyrunning - SkyRace            | 22 km    | 19 juillet 2009   | 1 h 58 min 43 s |
| 3e  | Médaille de bronze | Giir di Mont                                             | 32 km    | 27 juillet 2009   | 3 h 15 min 50 s |
| 1re | Médaille d'or      | Course du Canigou                                        | 34 km    | 2 août 2009       | 2 h 58 min 30 s |
| 1re | Médaille d'or      | Red Rock SkyMarathon                                     | 34 km    | 23 août 2009      | 4 h 28 min 48 s |
| 1re | Médaille d'or      | Trofeo Scaccabarozzi - Sentiero delle Grigne             | 43 km    | 20 septembre 2009 | 4 h 56 min 19 s |
| 1re | Médaille d'or      | Championnats d'Espagne de kilomètre vertical             | 7,0 km   | 20 juin 2010      | 41 min 29 s     |
| 2e  | Médaille d'argent  | Chaberton Marathon                                       | 42 km    | 1er août 2010     | 4 h 40 min 34 s |
| 4e  | 4e                 | Marathon de Pikes Peak                                   | 42,2 km  | 22 août 2010      | 3 h 59 min 25 s |
| 1re | Médaille d'or      | Subida a la Sagra                                        | 27 km    | 11 septembre 2010 | 2 h 35 min 9 s  |
| 1re | Médaille d'or      | SkyGames - SkyRace                                       | 21 km    | 3 juillet 2012    | 1 h 56 min 42 s |
| 2e  | Médaille d'argent  | Olympus Marathon                                         | 44 km    | 30 juin 2013      | 5 h 2 min 38 s  |
| 3e  | Médaille de bronze | SkyMarathon Sentiero 4 Luglio                            | 42 km    | 6 juillet 2014    | 4 h 30 min 46 s |
| 2e  | Médaille d'or      | Championnats d'Espagne de kilomètre vertical             | 3,9 km   | 26 juillet 2014   | 37 min 35 s     |
| 1re | Médaille d'or      | Binter Kilómetro Vertical Transvulcania                  | 6,6 km   | 7 mai 2015        | 50 min 38 s     |
| 6e  | 6e                 | Championnats d'Europe de skyrunning - SkyRace            | 42,2 km  | 17 mai 2015       | 4 h 1 min 19 s  |
| 1re | Médaille d'or      | Championnats d'Espagne de kilomètre vertical             | 4,6 km   | 7 juin 2015       | 38 min 0 s      |
| 1re | Médaille d'or      | Olympus Marathon                                         | 44 km    | 28 juin 2015      | 4 h 36 min 44 s |
| 6e  | 6e                 | Championnats d'Europe de skyrunning - Ultra SkyMarathon  | 64 km    | 12 juillet 2015   | 8 h 13 min 20 s |
| 2e  | Médaille d'argent  | Maratón Alpino Madrileño                                 | 42 km    | 12 juin 2016      | 4 h 8 min 24 s  |
| 2e  | Médaille d'argent  | Olympus Marathon                                         | 44 km    | 24 juin 2016      | 4 h 40 min 36 s |
| 2e  | Médaille d'argent  | Olympus Marathon                                         | 44 km    | 24 juin 2017      | 4 h 43 min 12 s |

### Ultra-trail
| no  | masculin           | Course                | Longueur | Départ            | Temps            |
| --- | ------------------ | --------------------- | -------- | ----------------- | ---------------- |
| 1re | Médaille d'or      | Cavalls del Vent      | 80 km    | 3 octobre 2009    | 9 h 31 min 35 s  |
| 2e  | Médaille d'argent  | Buff Epic Trail 105K  | 105 km   | 2 août 2014       | 14 h 8 min 47 s  |
| 3e  | Médaille de bronze | Ultra Pirineu         | 103 km   | 20 septembre 2014 | 12 h 33 min 13 s |
| 1re | Médaille d'or      | Ultra Trail Barcelona | 102 km   | 24 avril 2015     | 9 h 40 min 37 s  |
| 2e  | Médaille d'argent  | Ultra Pirineu         | 110 km   | 24 septembre 2016 | 12 h 40 min 15 s |
| 1re | Médaille d'or      | Ultra Pirineu         | 110 km   | 29 septembre 2018 | 12 h 35 min 36 s |

## Palmarès en raquette à neige
| no  | masculin      | Course                                    | Longueur | Départ          | Temps       |
| --- | ------------- | ----------------------------------------- | -------- | --------------- | ----------- |
| 1re | Médaille d'or | Championnats d'Europe de raquette à neige | 8,5 km   | 25 février 2008 | 38 min 52 s |